# Stříbro - vojenské cvičiště
Stříbro - vojenské cvičiště este o arie protejată (arie specială de conservare — SAC, sit de importanță comunitară — SCI) din Republica Cehă întinsă pe o suprafață de 108,63 ha, integral pe uscat.

## Localizare
Centrul sitului Stříbro - vojenské cvičiště este situat la coordonatele 49°45′27″N 12°58′09″E / 49.7575°N 12.969167°E.

## Înființare
Situl Stříbro - vojenské cvičiště a fost declarat sit de importanță comunitară în aprilie 2005 pentru a proteja 2 specii de animale. Situl a fost protejat și ca arie specială de conservare în aprilie 2017.

## Biodiversitate
Situată în ecoregiunea continentală, aria protejată nu include niciun habitat protejat.
La baza desemnării sitului se află mai multe specii protejate de  amfibieni (2): izvoraș-cu-burta-galbenă (Bombina variegata), triton cu creastă (Triturus cristatus).